# Bartolomé Esteban Murillo
Bartolomé Esteban Murillo (pokřtěn 1. ledna 1618, Sevilla – 3. dubna 1682 tamtéž) byl španělský malíř, jedna z nejvýznamnějších osobností španělské barokní malby. Přestože je především znám pro své malby s náboženskou tematikou, vytvořil také velký počet obrazů žen a dětí. Jeho živé, realistické portréty květinářek, pouličních rozpustilců a žebráků představují rozsáhlý a přitažlivý popis každodenního života své doby.

## Život
Murillo byl nejmladší ze čtrnácti dětí. Jeho otec byl lazebník a ranhojič jménem Gaspar Esteban a jeho matka se jmenovala María Pérez Murillo. Bartolomé se stal sirotkem ve velmi mladém věku a byl vychováván jednou ze svých sester, Annou, provdanou za jiného lazebníka, Juana Agustína de Lagarese, který se stal jeho přítelem. Téměř celý život, s výjimkou krátkého pobytu v Madridu, prožil v Seville. Murillo se roku 1645 oženil s Beatrizí Cabrero a měli spolu deset dětí. Vychovávali je v náboženském duchu a několik jich v dospělosti spojilo svůj život s církví. Murillova manželka zemřela v roce 1663. Po její smrti se Murillo stal členem řádu Milosrdných bratří, už se neoženil.
V roce 1682 obdržel zakázku na obraz Svatba sv. Kateřiny a poprvé odjel za větším dílem do jiného města, do Cádizu. Tam spadl z lešení při práci v kapucínském kostele a zemřel o několik měsíců později na následky zranění v Seville.

## Kariéra

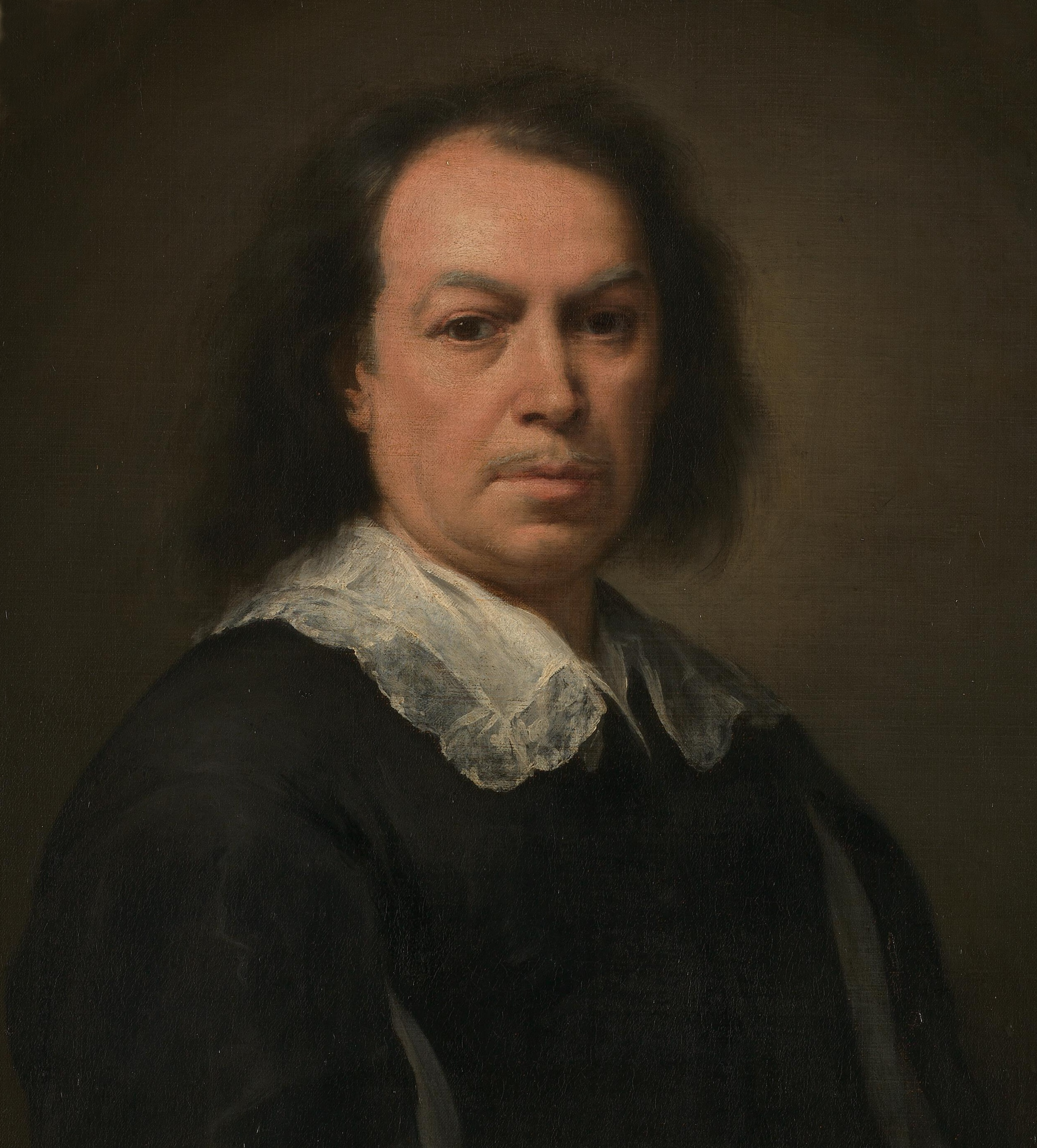
Bartolomé Esteban Murillo (autoportét)

Murillo studoval u Juana del Castillo v Seville. Jeho první práce byly ovlivněny Zurbaránem, Jusepem de Riberou a Alonsem Canou. Roku 1642 přesídlil do Madridu, kde se seznámil s prací Diega Velásqueze, a kde mohl v královských sbírkách studovat díla benátských a vlámských mistrů. Na jeho obrazech z té doby je patrný vliv Corregia, Rubense a van Dycka.
Roku 1645 se vrátil do Sevilly. Během následujících tří let pracoval na velké zakázce pro klášter St. Francisco el Grande (zničen v roce 1810). Namaloval jedenáct pláten s výjevy z legend o svatém Františkovi a také několik samostatných obrazů (např. Smrt svaté Kláry, Andělská kuchyně). Jeho dílo vzbudilo velkou pozornost a Murillo se stal slavným umělcem. Dostal další objednávky na obrazy s náboženskými tématy, ale kromě toho maloval i obrazy z každodenního života prostých lidí.
Po dokončení dvou obrazů pro sevillskou katedrálu v letech 1655–1656 (sv. Isidor a sv. Leander) se začal specializovat na témata, která mu přinesla největší slávu: Madona s dítětem a Neposkvrněné početí (Immaculata).
Mezi lety 1658 až 1660 pobýval opět v Madridu. Roku 1660 byl jedním ze zakladatelů Akademie výtvarných umění (Academie de Bellas Artes) v Seville. Byl jejím prvním prezidentem a krátce i ředitelem.
Bylo to období velké tvůrčí aktivity, kdy obdržel mnoho důležitých zakázek, mezi jinými i oltářní obrazy pro klášter Santa María la Blanca. Na objednávku kanovníka sevillské katedrály Justina de Neve v roce 1667 dokončil obraz Kristův křest. V letech 1671–1674 namaloval jedenáct velkých obrazů pro nemocnici bratrstva řádu Milosrdných bratří (mezi nimi Žízeň a Svatá Alžběta) a potom vyzdobil osmnácti obrazy chrám kapucínského kláštera.
Přes velké úspěchy v náboženské malbě se Murillo po celou svou kariéru věnoval i žánrovým námětům, kterými dokumentoval prostředí rodného města. Často zobrazoval scény s dětskými postavami v různých situacích, které jsou charakterizovány dobrou náladou, veselím a pohodou (Chlapci hrající v kostky, Chlapec a pes, Jedlíci hroznů a melounů, Tři chlapci). Namaloval i několik portrétů, kromě dvou autoportrétů například portrét Justina de Neve.

## Odkaz
Murillo měl mnoho žáků a následovníků. Hojné imitace jeho maleb zajistily Murillovu proslulost ve Španělsku a celé Evropě. Jedním z prvních obdivovatelů, který jeho díla získal pro císařskou sbírku ve Vídni, byl hrabě Ferdinand Bonaventura z Harrachu. V polovině 18. století patřily jeho obrazy k nejvyhledávanějším a byl nejslavnějším španělským malířem. Svého vrcholu dosáhl v 19. století po napoleonské invazi do Španělska a rozptýlení jeho děl po Evropě v důsledku plenění francouzských generálů a následného prodeje extrémně bohaté kořisti získané z Pyrenejského poloostrova.

## Vybraná díla
- Rebeka a Eliezer u studny, Museo del Prado
- Sv. Anna s Pannou Marií, Museo del Prado
- Děvčátko (Niňa), Museo Provincial, Sevilla
- Chlapec s hrozny, Stará pinakotéka, Mnichov
- Hra v kostky, Stará pinakotéka, Mnichov
- Malá prodavačka ovoce, Stará pinakotéka, Mnichov
- Stařena, která vybírá chlapci vši, Stará pinakotéka, Mnichov
- Chlapec se psem, Ermitáž, Petrohrad
- Malý žebrák, Louvre; olej na plátně
- Sv. Alžběta Uherská omývá nemocné, Sevilla

## Galerie

Obrazy s náboženskými motivy
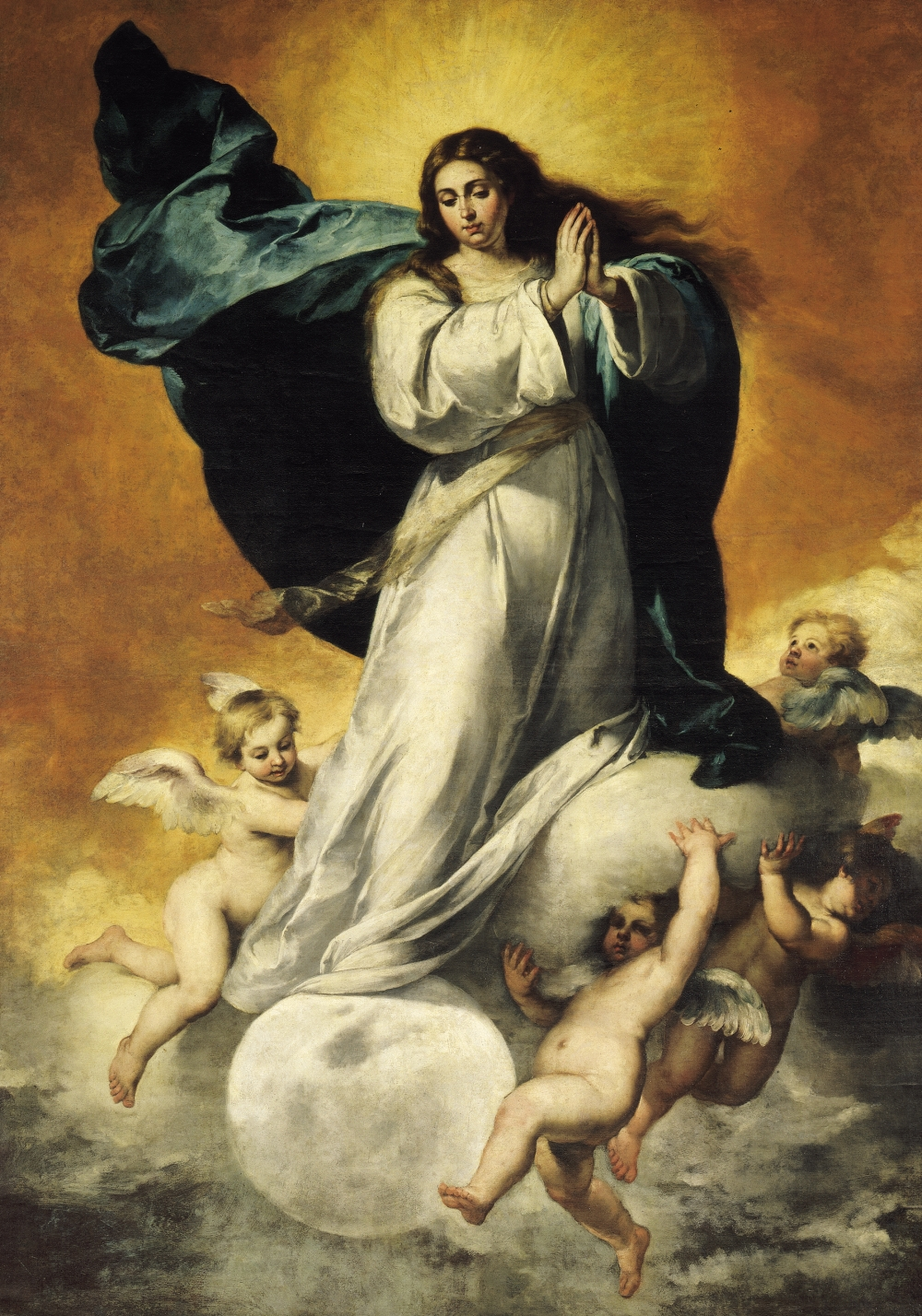
Neposkvrněné početí
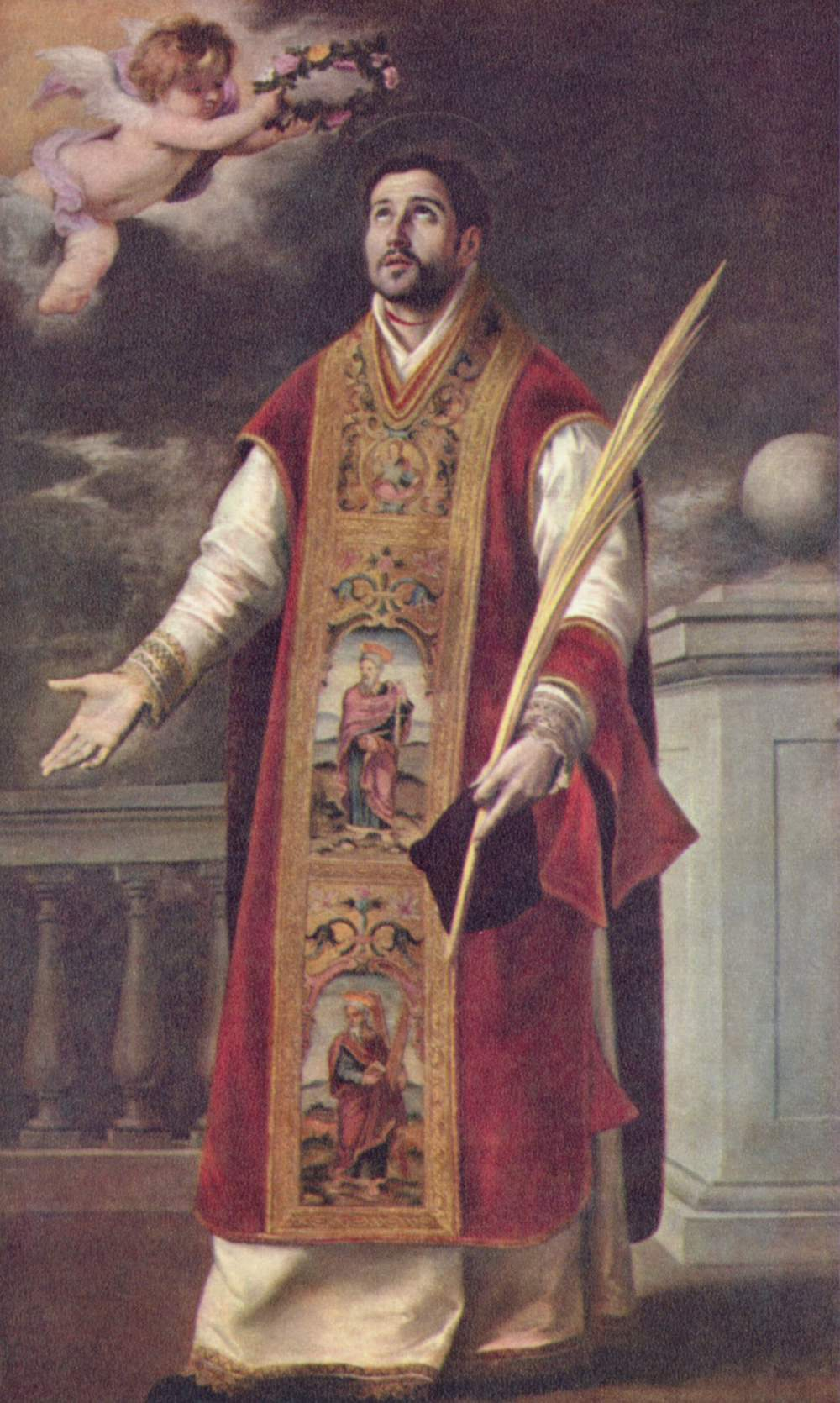
Svatý Rodrigo
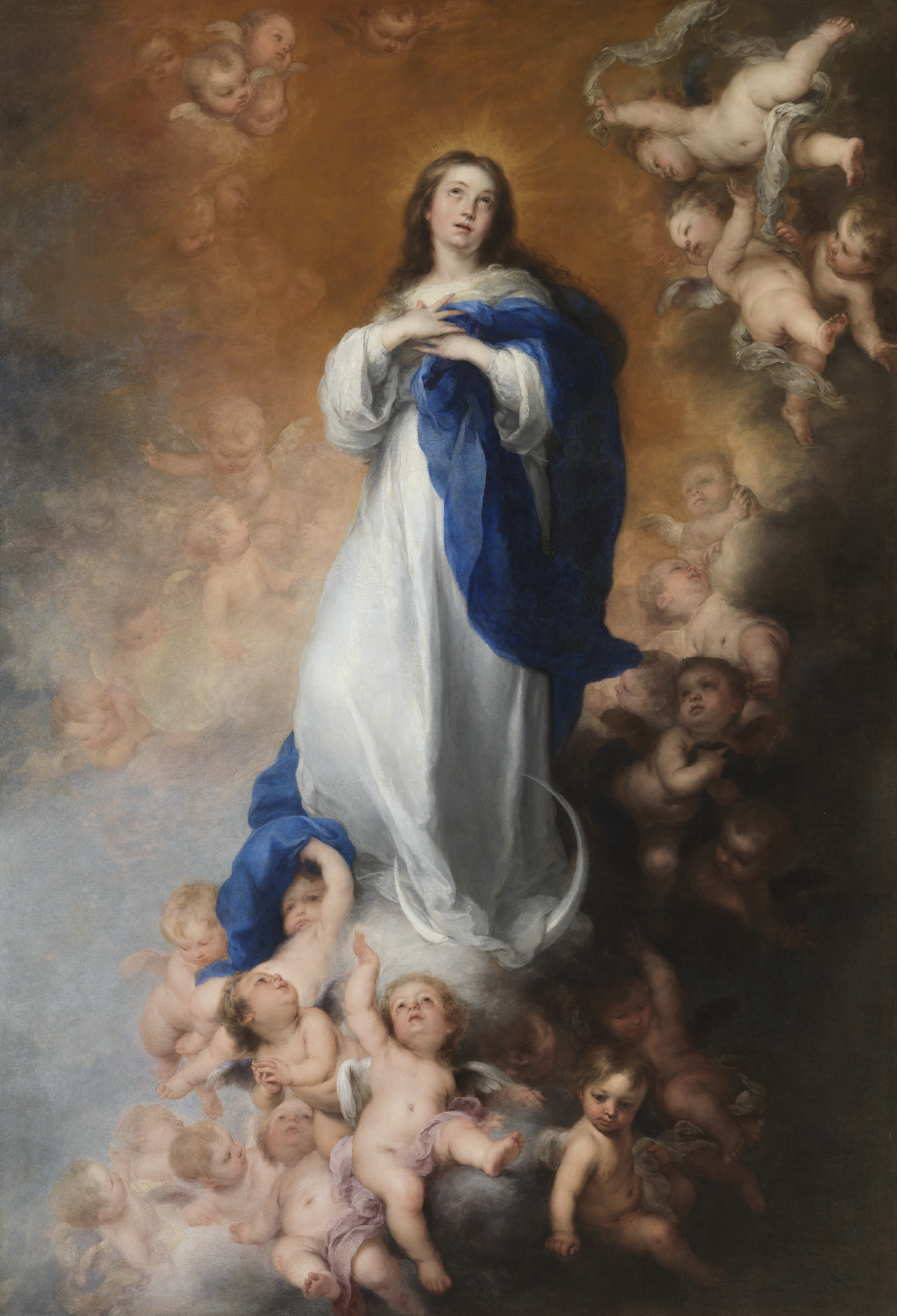
Immaculata
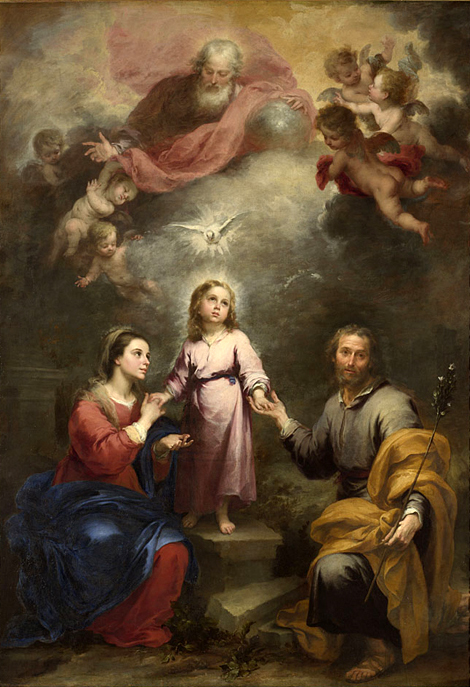
Nebeská a pozemská Trojice
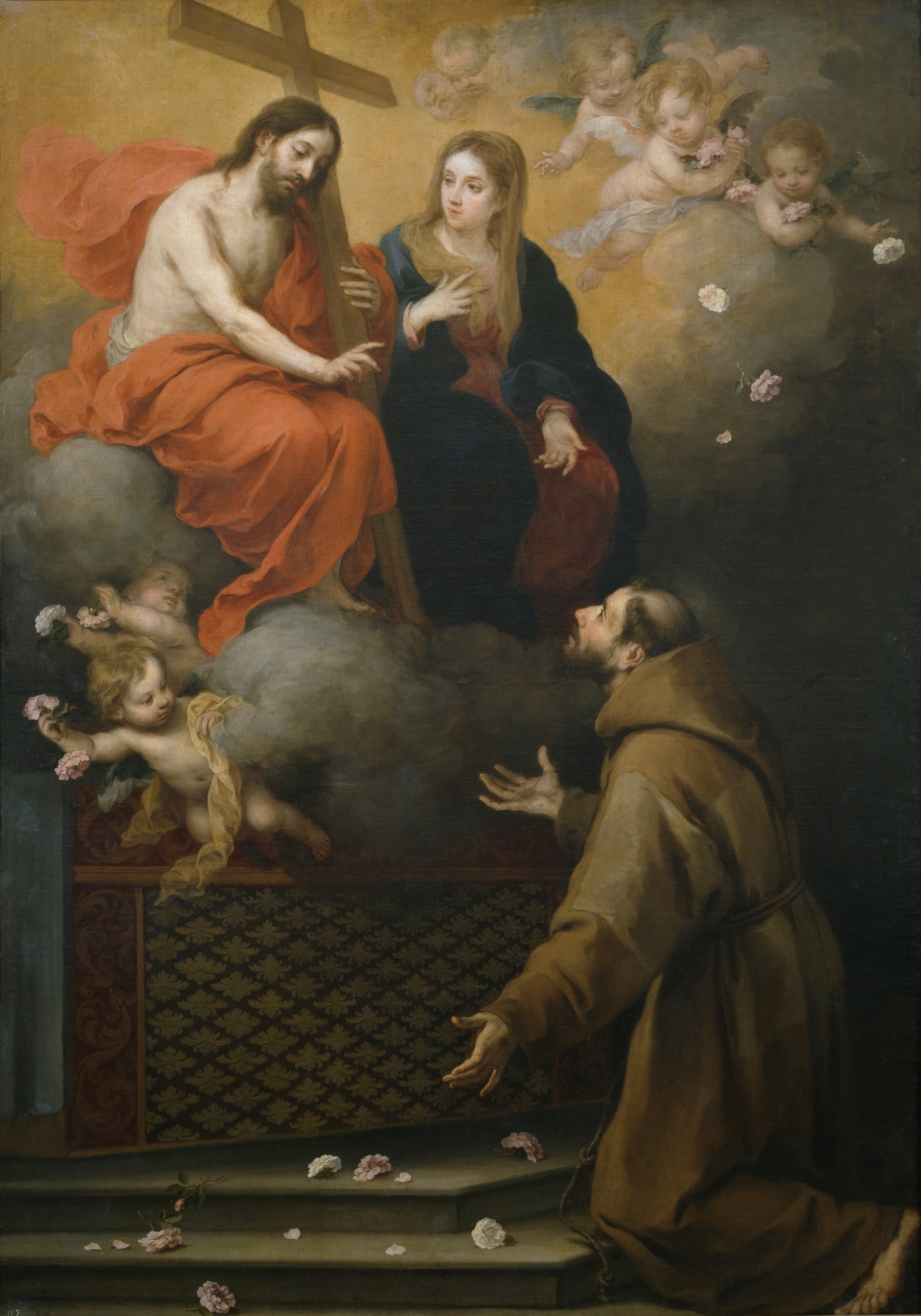
Vidění svatého Františka
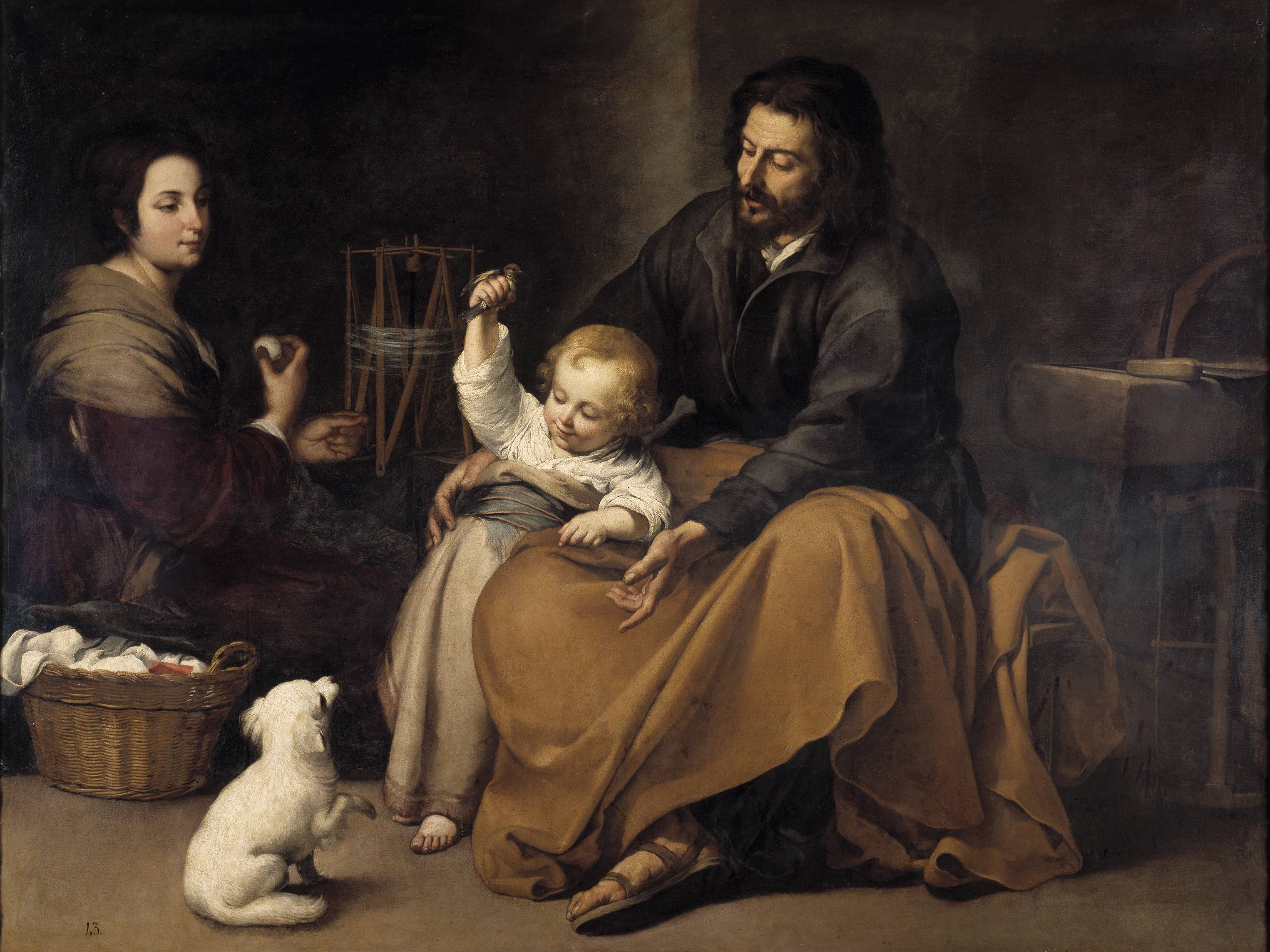
Svatá rodina s ptáčkem

Žánrové obrazy a portréty
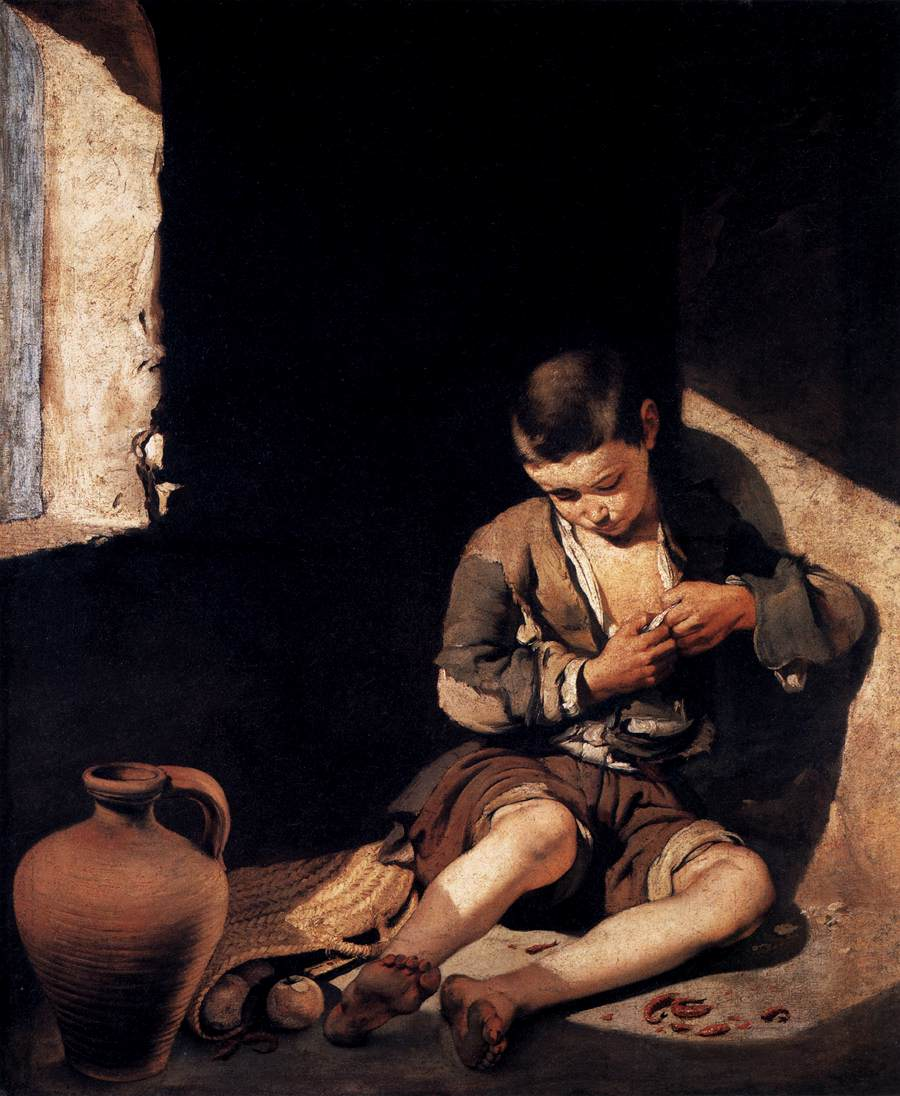
Mladý žebrák
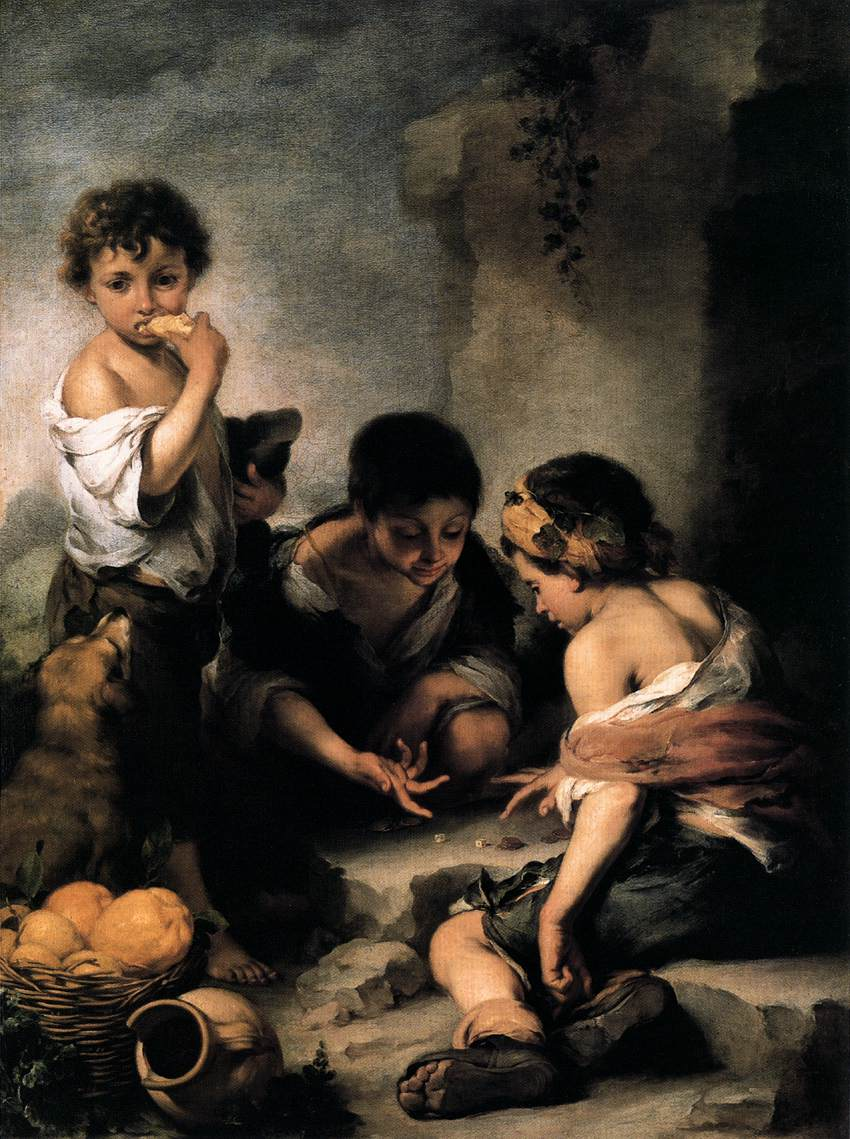
Chlapci hrající v kostky
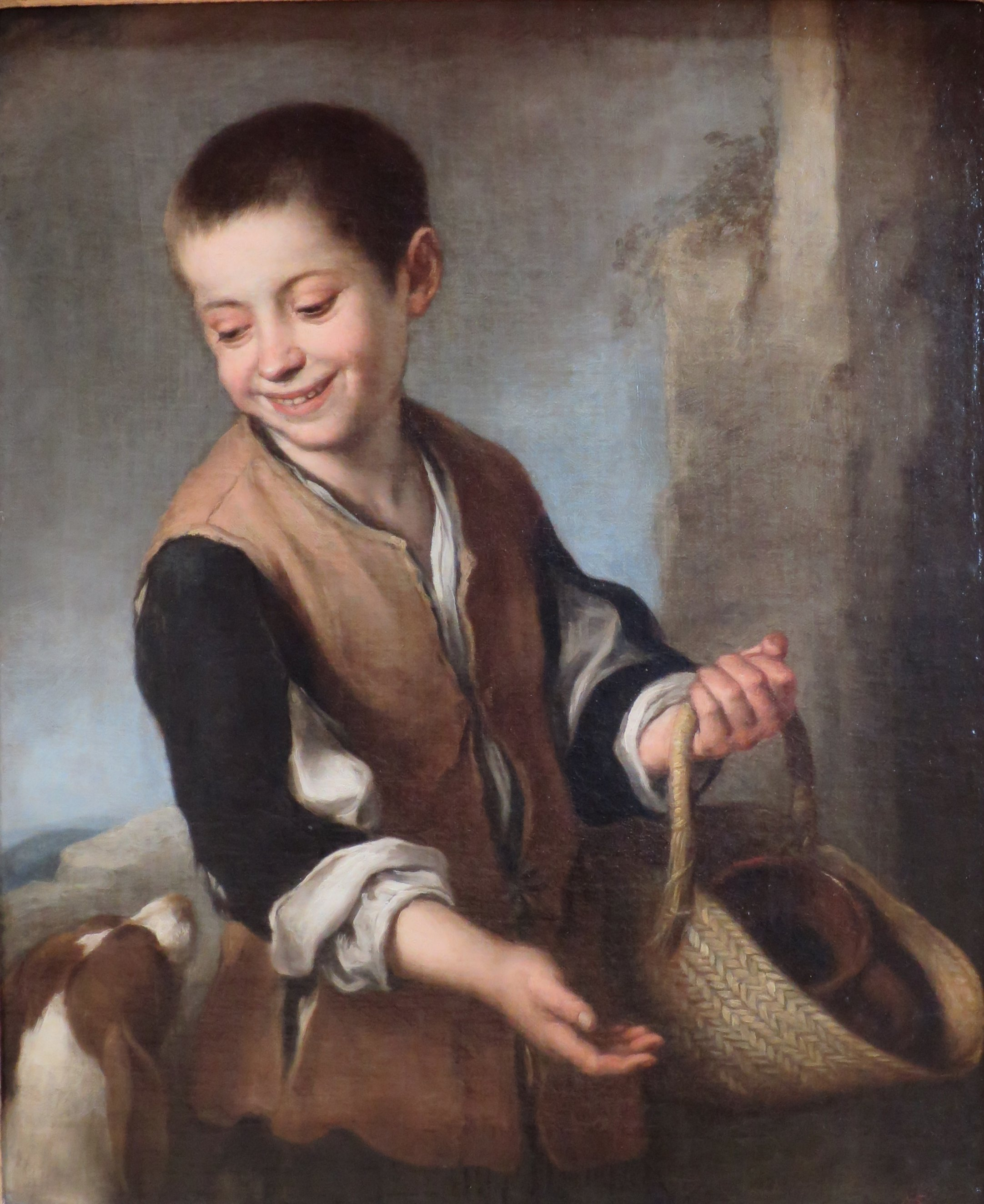
Chlapec se psem
Dívky v okně
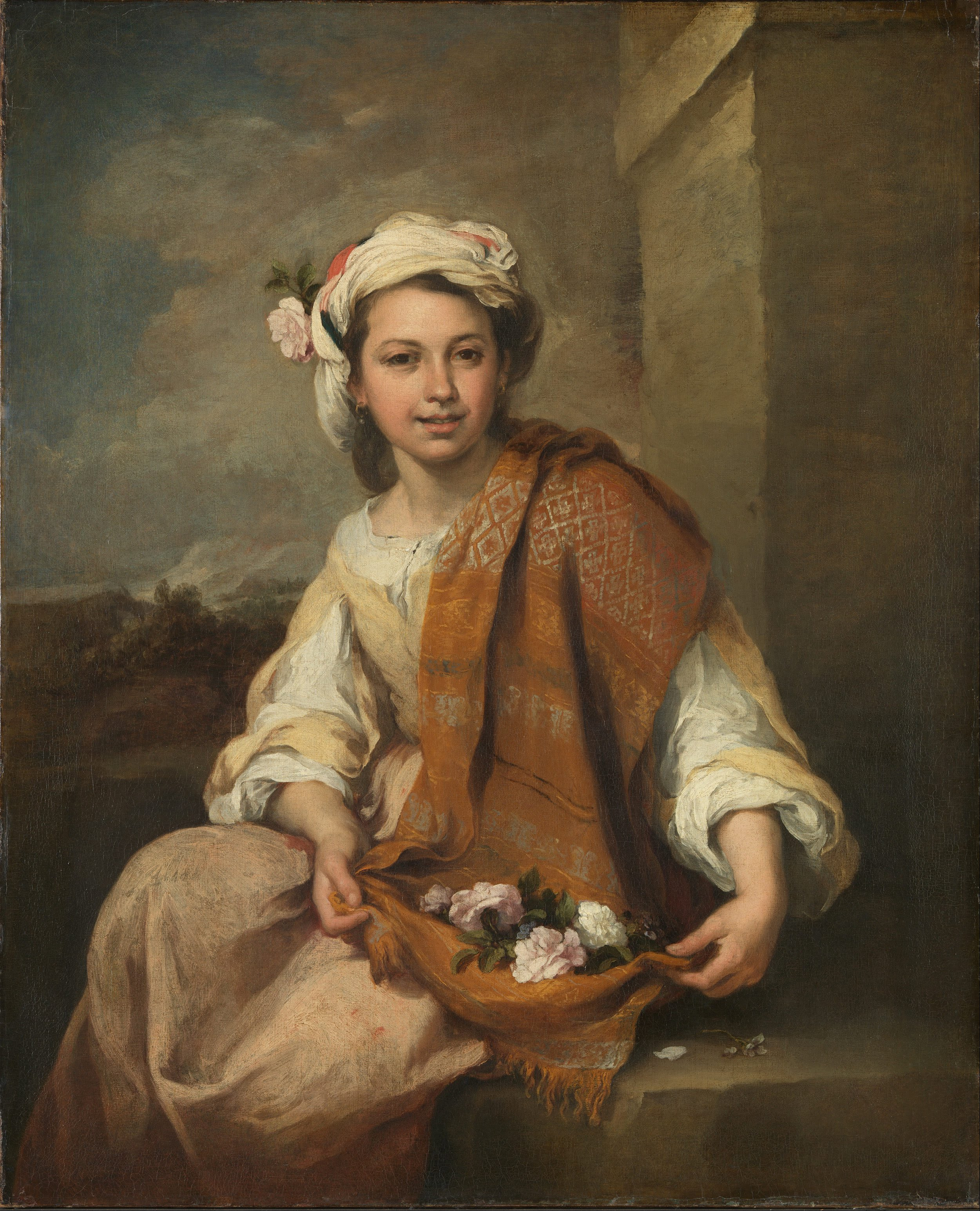
Květinářka
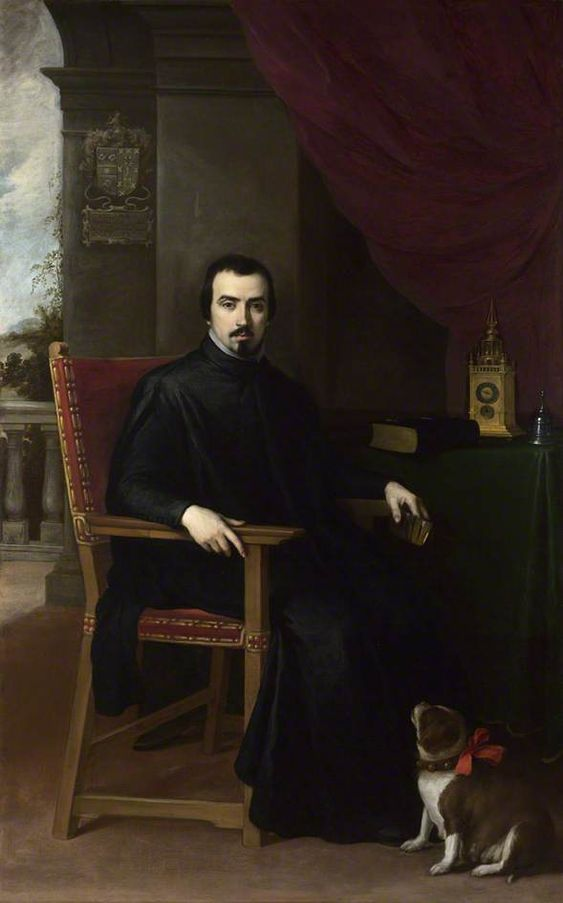
Portrét Justina de Neve